# Dorfkirche Braunsdorf (Saalfeld)

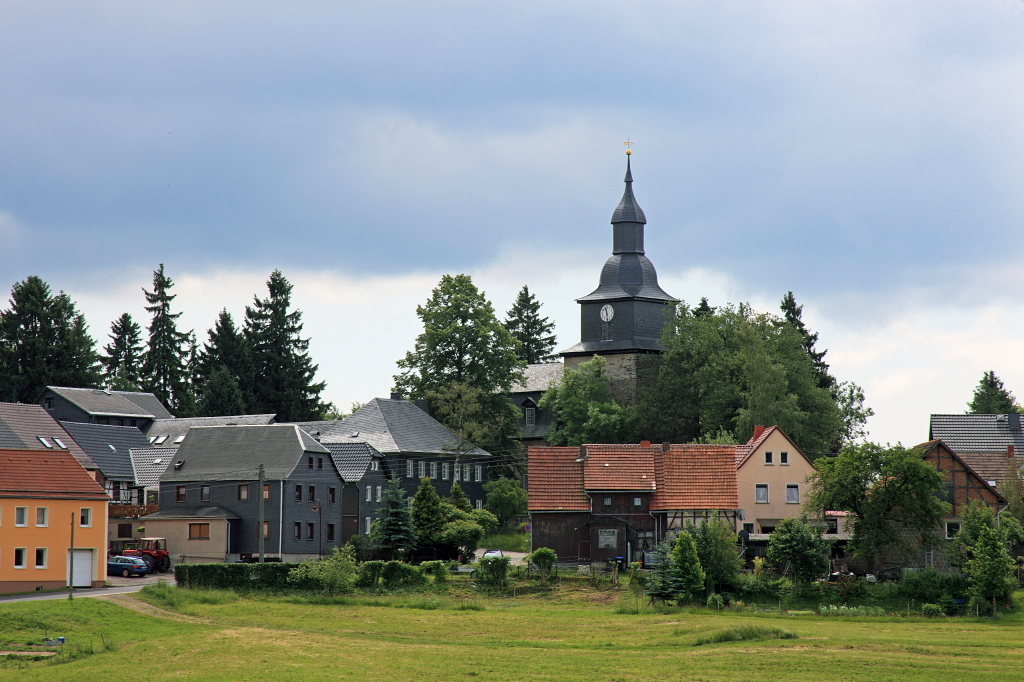
Die Kirche mit Ortsansicht

Die denkmalgeschützte Dorfkirche Braunsdorf steht im Ortsteil Braunsdorf der Stadt Saalfeld/Saale im Landkreis Saalfeld-Rudolstadt in Thüringen.

## Geschichte
Am 4. Juli 1802 brannte die Vorgängerkirche, ein Fachwerkbau, vollständig nieder. Das Feuer erfasste das gesamte Dorf. Am 11. Juli 1802 wurde die Brandpredigt gehalten. Nach Beseitigung der Brandruine erfolgte am 9. März die Grundsteinlegung für den neuen Kirchenbau, der 1845 mit einer Predigt zum Bauabschluss beendet wurde.

## Beschreibung
Die Braunsdorfer Kirche ist der größte gottesdienstliche Versammlungsort im Bereich von Dittrichshütte, Birkenheide, Dittersdorf und Burkersdorf. Mit zwei Emporen bietet sie Platz für 500 Personen.
Die weiß-grau-goldene Farbgebung ist im Louis-Empire-Stil gehalten. Altar, Kanzel und Orgel bilden eine gestalterische Einheit. Bei der Orgel handelt es sich um ein fast original erhaltenes Instrument des Unterwirbacher Orgelbauers Johann Michael Georgi aus dem Jahr 1812 mit 21 Registern auf zwei Manualen und  Pedal. Eine Restaurierung erfolgte durch Frank Peiter.
Zwischen 1979 und 1989 wurde die Kirche in vielen Arbeitseinsätzen vor dem Verfall gerettet. Im Jahr 2000 erhielt der 36 Meter hohe Kirchturm seine Haube. Die Bekrönung erfolgte mit der Wetterfahne und den schwarzburgisch-rudolstädtischen Insignien Kamm und Gabel.